# Stenstjärnen (Silleruds socken, Värmland)
Stenstjärnen är en sjö i Årjängs kommun i Värmland och ingår i Göta älvs huvudavrinningsområde.